# Edward Jovy Marcelo
 (novembre 2016).
Si vous disposez d'ouvrages ou d'articles de référence ou si vous connaissez des sites web de qualité traitant du thème abordé ici, merci de compléter l'article en donnant les références utiles à sa vérifiabilité et en les liant à la section « Notes et références ».
Edward Jovy Marcelo (né le 21 juillet 1965 - décédé le 15 mai 1992) était un pilote automobile philippin. Il est mort à la suite d'un accident lors des essais des 500 miles d'Indianapolis.